# Менгер, Антон
Антон Менгер (12 сентября 1841, Maniów, Podkarpackie Voivodeship, Львовское воеводство — 6 февраля 1906, Рим) — австрийский юрист, профессор Венского университета. Брат Карла Менгера.

## Биография
Ученый принадлежит к семье выдающихся мыслителей своего времени, широко известных за пределами Европы. Его братьями были: Карл Менгер — всемирно известный основатель Австрийской школы экономики; Макс Менгер — политик Австро-Венгрии.
Основная работа А. Менгера — «Новое учение о государстве» (1902 г.) была посвящена новому типу государства — социалистическому (в работе оно именуется «народным трудовым государством»). Эта и многие другие работы ученого были переведены на многие языки, в том числе на русский, и претерпели не одно издание в дореволюционной России.
Целью А. Менгера было определение социалистического государства в юридических понятиях. По мнению ученого, только после того, как социалистические идеи перестанут быть предметом бесконечных экономических и филантропических рассуждений и будут преобразованы в трезвые юридические понятия, государственные люди будут в состоянии судить, в какой мере «существующий юридический строй может быть преобразован в интересах бедствующих классов».
В дореволюционном словаре Ф. А. Брокгауза и И. А. Ефрона работа ученого «Новое учение о государстве» имела следующую оценку: «До сих пор его книга является единственным значительным социалистическим произведением, посвященным публичному праву».
В советской правовой науке А. Менгер упоминался крайне редко и исключительно в отрицательно-нарицательном контексте. И. П. Стучка, рассматривая проблемы советского (революционного) права 1920-х г., писал: «Недаром такие свободолюбивые профессора, как Менгер, надеялись из… гражданского права выкроить своего рода „социалистический“ строй. Буржуазный юрист им надеялся победить пролетарскую революцию». М. И. Байтин признавал А. Менгера основоположником юридического понимания социалистического государства, но в этом видел дискредитацию подобного государства: «Первоначально он был введен в оборот (имеется в виду термин „социалистическое государство“) и использовался в спекулятивно-реформистских целях буржуазными авторами, в частности печально известным представителем „юридического социализма“ А. Менгером».
В некоторых работах отмечается, что следует исходить из объективного исследования А. Менгером общественного развития, самостоятельного отстаивания им своей позиции, без какой-либо партийной поддержки, без идеологизации вопроса государственного строительства. Учение правоведа не получило признания в буржуазной Австро-Венгрии, тем более в кругу консервативных коллег — профессуры, с другой стороны, оценка его работ государствоведами социалистических стран была также отрицательной. Если первые были в целом критичны к вопросу социалистического строительства, то вторые считали учение А. Менгера извращающим идею социалистического государства. При этом авторитет правоведа был велик, его одного из немногих профессоров Венского университета знали за пределами Австро-Венгрии, как было отмечено, его работы были изданы на многих языках. К подобному учёному можно в полной мере применить выражение: «Свой среди чужих — чужой среди своих».

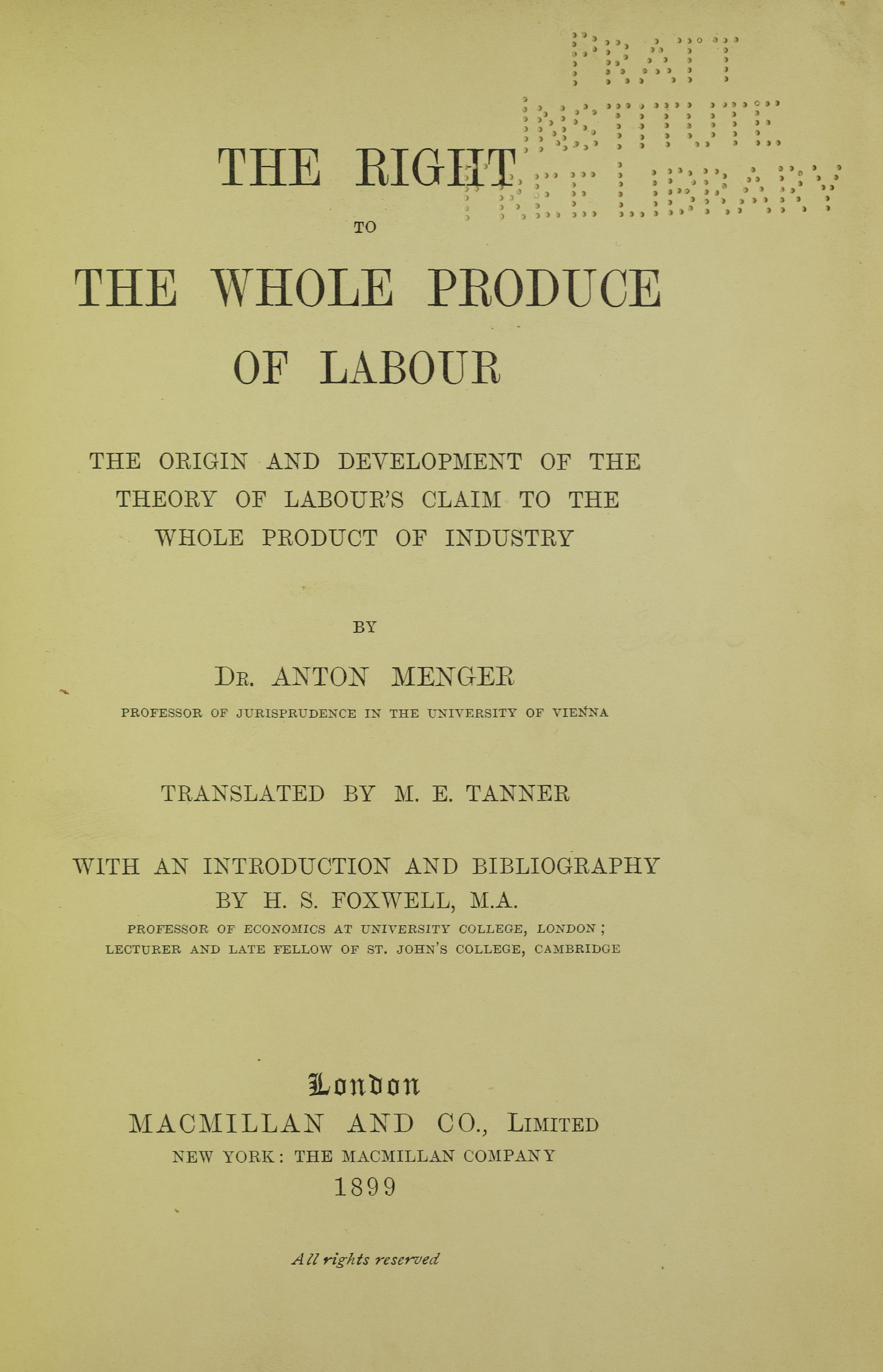
Recht auf den vollen Arbeitsertrag in geschichtlicher Darstellung, 1899

## Произведения
- Завоевание рабочим его прав = Das Recht auf den vollen Arbeitsetrag in geschichtlicher Darstellung. — СПб., 1886.
- Право на полный продукт труда = Das Recht auf den vollen Arbeitsetrag in geschichtlicher Darstellung. — М.: Е.Д. Мягкова "Колокол", 1905. — 221 с.
- Гражданское право и неимущие классы населения = Das Bürgerliche Recht und die besitzlosen Volksklassen. — СПб., 1906.
- Новое учение о нравственности. СПб., 1906.
- Народная политика. М., 1907.
- Новое учение о государстве. Создание правового фундамента народного трудового государства = Neue Staatslehre. — М.: Ленанд, 2015. — 266 с. —  ISBN 978-5-9710-2058-5